# Mediterranisme
El mediterranisme és un concepte associat a l'evocació del món clàssic antic, grec i romà, en el context geogràfic dels pobles del mediterrani nord on aquesta cultura incidí històricament.
El concepte és evocat i reivindicat pel Noucentisme com un dels elements configuradors de la identitat catalana, del que és propi de la terra, en contraposició a les influències que el Modernisme tingué del centre i nord d'Europa.
Eugeni d'Ors i Joaquim Folch i Torres teoritzaren sobre aquest concepte en els seus escrits des de "La Veu de Catalunya" i contribuïren a la seva difusió i a la seva incidència en diferents artistes.